# Кучук-Ісар

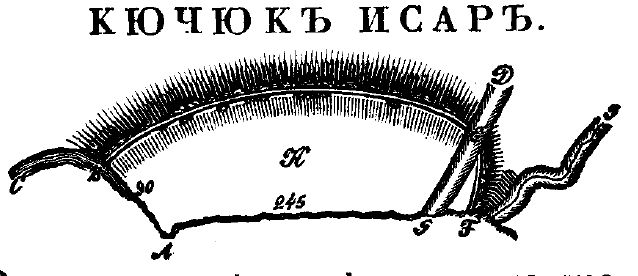
Укріплення Кучук-Ісар «накреслене за окоміром» Петром Кеппеном.

Кучук-Ісар (крим. Küçük İsar) — руїни середньовічного ймовірно феодального замку на Південному березі Криму, на мисі Трійці, за 2 км на південь від селища Кікінеїз. У X—XIII століттях існувало як укріплене поселення, у XIII—XIV століттях — феодальний замок.

## Опис
Периметром вершини мису проходив оборонний мур, що прикривав майданчик у вигляді прямокутника розміром 27 × 40 м; у центрі північної ділянки стіни розташовувалася кругла вежа діаметром 6,2 м. Збереглися, хоч і не всюди, нижні ряди кладки стіни, на схід від вежі, ймовірно, був в'їзд у замок. Дослідженнями 1960-х років виявлено кілька етапів забудови та перепланування укріплення, ї перебудовували чотири рази. Невідомо, чим саме займалися жителі поселення: виявлено пару печей для плавки металу, шматки кричного заліза і ковальського шлаку та артефакти, що вказують на зв’язок населення з морською торгівлею, зокрема з південним узбережжям Чорного моря. Хто володів замком до генуезців і чому він припинив існування — поки невідомо.

## Історія вивчення
Перший опис склав Петро Кеппен у 1837 році
|  | ...укріплення знаходилося на південь від Кікенеїса і займало край мису. Майданчик... з північного боку оточений значним природним узвишшям, у вигляді широкого валу, чия вершина вкрита скелями. Будівельники берегових укріплень скористалися цією обставиною, і поверх височини провели стіну, кладену на вапні, від одного крутого берега моря до іншого. |

На початку XX століття Василь Данилевич, який проводив розкопки та дослідження в окрузі Кекенеїзу, обстежив городище і датував його XIII—XIV століттям, відзначивши невисоку заможність жителів того часу. 1935 року Микола Ернст вважав замок «греко-готським», а середньовічне поселення — рибальським. У 1968 році археологічні розкопки на мисі Трійці проводив Ігор Баранов, результати яких стали підґрунтям сучасних уявлень про поселення, зведені в роботі Олега Домбровського «Середньовічні поселення та „Ісари“ Кримського Південнобережжя». Існує версія, що в XV столітті прибережні замки, зокрема Кучук-Ісар, використовувалися генуезцями як опорні пункти у боротьбі проти князівства Феодоро.